# Karim Kerkar
Karim Kerkar (nacido el 3 de enero de 1977, en Givors; Francia) es un futbolista argelino. Juega como mediocampista y su actual club es el Ajman Club, de la Primera División de los Emiratos Árabes Unidos.

## Clubes
| Club                | País                   | Año             |
| ------------------- | ---------------------- | --------------- |
| Gueugnon            | Francia                | 1997 - 1998     |
| Le Havre            | Francia                | 1998 - 2002     |
| Al-Sailiya          | Catar                  | 2003 - 2004     |
| Clyde F. C.         | Escocia                | 2004            |
| Dundee United F. C. | Escocia                | 2004 - 2005     |
| Dubai Club          | Emiratos Árabes Unidos | 2005            |
| Al Wahda            | Emiratos Árabes Unidos | 2005 - 2007     |
| Dubai Club          | Emiratos Árabes Unidos | 2008 - 2009     |
| Emirates Club       | Emiratos Árabes Unidos | 2009 - 2011     |
| Ajman Club          | Emiratos Árabes Unidos | 2011 - Presente |

## Palmarés (1)

### Campeonatos nacionales (1)
| Título                                    | Club          | País                   | Año     |
| ----------------------------------------- | ------------- | ---------------------- | ------- |
| Copa Presidente de Emiratos Árabes Unidos | Emirates Club | Emiratos Árabes Unidos | 2009-10 |